# Funde der Trichterbecherkultur in Norwegen

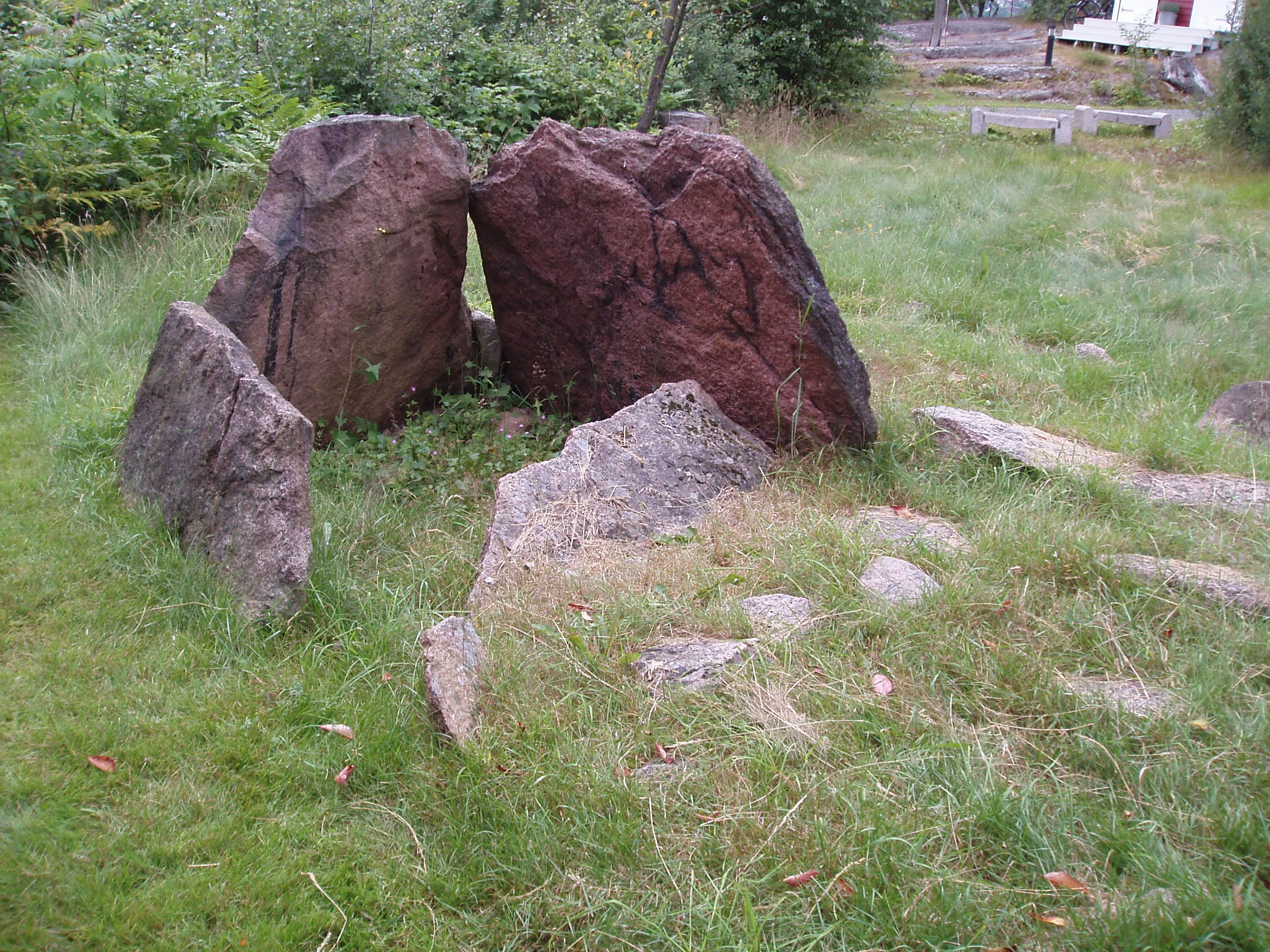
Dolmen von Rødtangen, Norwegen

Archäologische Funde der Trichterbecherkultur (TBK) in Norwegen umfassen vor allem Streufunde am Oslofjord und in der Provinz Østfold, aber auch 23 Flachgräber und 25 Depotfunde (Onsøy (deutsch Odinsinsel)). Sowohl die Opferdepots als auch die Erdgräber der Trichterbecherkultur stellen, verglichen mit denen in Dänemark und Südskandinavien einfachere Formen dar. 
Darüber hinaus sind im Südosten Norwegens fünf Megalithanlagen bekannt. Skjeltorp, in Sarpsborg-Skjeberg in Østfold wurde bereits 1872 entdeckt, die restlichen vier sind in den letzten Jahren in Holtenes (3) und Hurum (1) in der Provinz Buskerud entdeckt worden. Funde aus einigen von ihnen, darunter Scherben bekannter Keramiktypen datieren in mittlere Phase der TBK. Aber auch Abschläge von Feuerstein sowie Schieferobjekte, die als lokale Einflüsse betrachtet werden können, wurden gefunden. Bernsteinobjekte wurden im Grab III von Holtenes angetroffen. Die Radiokarbondaten von Skjeltorp liegen bei 4560 ± 100 BP und bei Holtenes III bei 4660 ± 80 BP. Die Megalithphase von Holtenes erstreckte sich als einzige über eine längere Periode. Ansonsten spielte sie in Norwegen eine marginale Rolle. 